# Tour der neuseeländischen Rugby-Union-Nationalmannschaft nach Australien 1903
| Tour der Neuseeländer nach Australien 1903 | Tour der Neuseeländer nach Australien 1903 | Tour der Neuseeländer nach Australien 1903 | Tour der Neuseeländer nach Australien 1903 | Tour der Neuseeländer nach Australien 1903 |
| Übersicht                                  | S                                          | G                                          | U                                          | N                                          |
| ------------------------------------------ | ------------------------------------------ | ------------------------------------------ | ------------------------------------------ | ------------------------------------------ |
| Test Matches                               | 01                                         | 01                                         | 0                                          | 0                                          |
| Sonstige Spiele                            | 10                                         | 09                                         | 0                                          | 1                                          |
| Gesamt                                     | 11                                         | 10                                         | 0                                          | 1                                          |
|                                            |                                            |                                            |                                            |                                            |
| Australien                                 | 01                                         | 1                                          | 0                                          | 0                                          |

Die Tour der neuseeländischen Rugby-Union-Nationalmannschaft nach Australien 1903 umfasste eine Reihe von Freundschaftsspielen der Nationalmannschaft Neuseelands in der Sportart Rugby Union. Das Team reiste im Juli und August 1903 durch Australien, wobei es elf Spiele gegen Auswahlteams bestritt. Dazu gehören ein Spiel in Neuseeland zur Vorbereitung sowie das erste Test Match gegen die australischen Wallabies. Die Neuseeländer mussten nur eine Niederlage hinnehmen, im ersten Spiel gegen die Wellington Rugby Football Union.

## Spielplan
- Hintergrundfarbe grün = Sieg
- Hintergrundfarbe rot = Niederlage

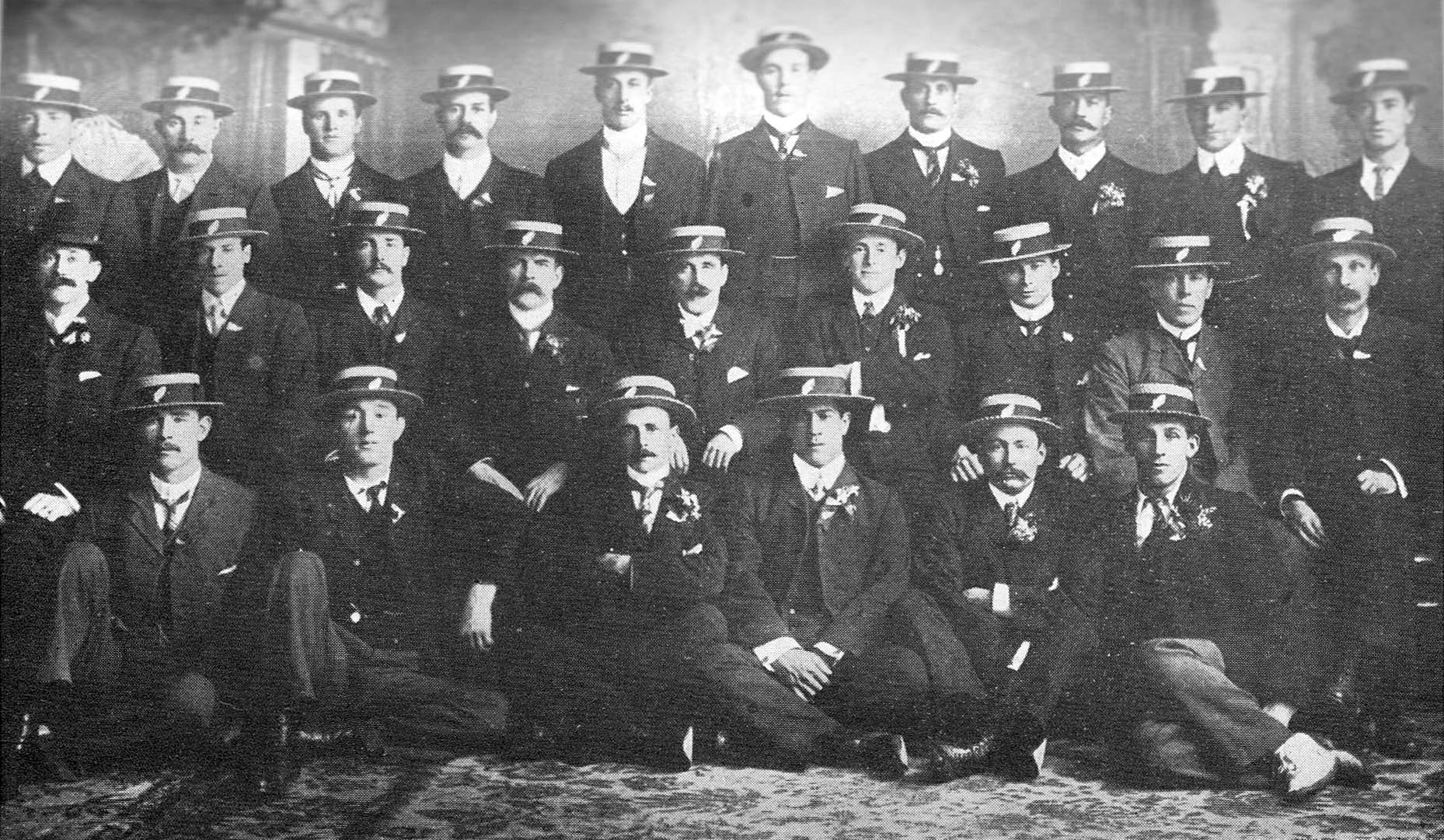
Das neuseeländische Team während der Tour von 1903

(Test Matches sind grau unterlegt; Ergebnisse aus der Sicht Neuseelands)
| #  | Datum           | Gegner                          | Ort           | Stadion               | Ergebnis |
| -- | --------------- | ------------------------------- | ------------- | --------------------- | -------- |
| 01 | 11. Juli 1903   | Wellington Rugby Football Union | Wellington    | Athletic Park         | 5:14     |
| 02 | 18. Juli 1903   | New South Wales Waratahs        | Sydney        | Sydney Cricket Ground | 12:0     |
| 03 | 22. Juli 1903   | Combineds Western Districts     | Bathurst      | Bathurst Ground       | 47:7     |
| 04 | 25. Juli 1903   | New South Wales Waratahs        | Sydney        | Sydney Cricket Ground | 3:0      |
| 05 | 29. Juli 1903   | Metropolitan Union              | Sydney        | University Oval       | 33:3     |
| 06 | 01. August 1903 | Queensland Reds                 | Brisbane      | Exhibition Ground     | 17:0     |
| 07 | 05. August 1903 | Western Queensland              | Brisbane      | Exhibition Ground     | 29:0     |
| 08 | 08. August 1903 | Queensland Reds                 | Brisbane      | Exhibition Ground     | 28:0     |
| 09 | 11. August 1903 | Combined Northern Districts     | West Maitland | Albion Cricket Ground | 53:0     |
| 10 | 15. August 1903 | Australien                      | Sydney        | Sydney Cricket Ground | 22:3     |
| 11 | 19. August 1903 | New South Wales Country         | Sydney        | Sydney Cricket Ground | 32:0     |

## Test Match
| 15. August 1903 | Australien           | 3 : 22        | Neuseeland                                                                                     | Sydney Cricket Ground, Sydney Zuschauer: 30.000 Schiedsrichter: R. Waugh (Australien) |
| 15. August 1903 | Straftritte: Wickham | (3:7) Bericht | Versuche: Asher McGregor Tyler Erhöhungen: Wallace Straftritte: Wallace Dropgoals: Wallace (2) | Sydney Cricket Ground, Sydney Zuschauer: 30.000 Schiedsrichter: R. Waugh (Australien) |

Aufstellungen:
- Australien: Sine Boland, Alex Burdon, Llewellyn Evans, Austin Gralton, Bill Hardcastle, Edward Larkin, James Joyce, Harold Judd, Denis Lutge, John Maund, Frank Nicholson, Charles Redwood, Sidney Riley, Charles White, Stan Wickham
- Neuseeland: Albert Asher, Reuben Cooke, Jimmy Duncan , Bernard Fanning, David Gallaher, Henry Kiernan, Andrew Long, Duncan McGregor, Robert McGregor, Archibald McMinn, George Nicholson, George Tyler, Daniel Udy, Billy Wallace, Morris Wood

## Kader

### Management

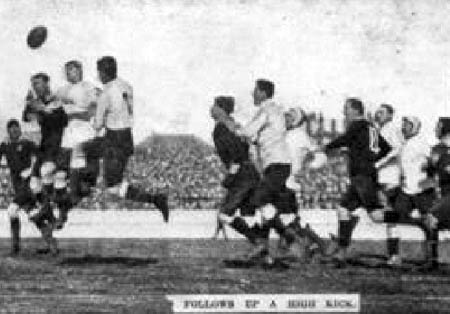
Szene im Test Match gegen Australien, 15. August 1903

- Tourmanager: A. C. Norris
- Kapitän: Jimmy Duncan

### Spieler
| Spieler          | Position         | Mannschaft |
| ---------------- | ---------------- | ---------- |
| Arthur Humphries | Halbspieler      | Taranaki   |
| Henry Kiernan    | Halbspieler      | Auckland   |
| Jimmy Duncan     | Verbindungshalb  | Otago      |
| Billy Stead      | Verbindungshalb  | Southland  |
| Morris Wood      | Verbindungshalb  | Canterbury |
| Albert Asher     | Dreiviertelreihe | Auckland   |
| Duncan McGregor  | Dreiviertelreihe | Canterbury |
| Robert McGregor  | Dreiviertelreihe | Auckland   |
| John Stalker     | Dreiviertelreihe | Otago      |
| Billy Wallace    | Schlussmann      | Wellington |

| Spieler          | Position             | Mannschaft |
| ---------------- | -------------------- | ---------- |
| Loftus Armstrong | Flügelstürmer        | Wairarapa  |
| Fred Given       | Flügelstürmer        | Otago      |
| Reuben Cooke     | Stürmer              | Canterbury |
| Andrew Long      | Stürmer              | Auckland   |
| Archibald McMinn | Stürmer              | Wairarapa  |
| George Nicholson | Stürmer              | Auckland   |
| Harry Porteous   | Stürmer              | Otago      |
| John Spencer     | Stürmer              | Wellington |
| Bernard Fanning  | Zweite-Reihe-Stürmer | Canterbury |
| David Gallaher   | Hakler               | Auckland   |
| George Tyler     | Hakler               | Auckland   |
| Daniel Udy       | Hakler               | Wairarapa  |